# Campionato mondiale maschile under 17 di calcio 2007
Il Campionato mondiale di calcio Under-17 2007 è stato giocato in Corea del Sud tra il 18 agosto ed il 9 settembre 2007. Per questa edizione il numero delle squadre è stato ampliato da 16 a 24. Inoltre, da questa edizione, la confederazione a cui appartiene l'ultima vincitrice, in questo caso la CONCACAF, ha avuto un posto in più nella fase di qualificazione.
Il torneo è stato vinto dalla Nigeria under 17, che nella finale giocata al Jeju World Cup Stadium di Seogwipo ha sconfitto la Spagna under 17 0-3 ai calci di rigore, dopo che i tempi supplementari si erano conclusi sullo 0-0. Per gli africani è stato il terzo titolo mondiale della storia. Al terzo posto si è classificata la Germania, che nella finale per il 3º posto del Seoul World Cup Stadium di Seul ha avuto la meglio sul Ghana, battendolo per 2-1.
Solo i giocatori nati dopo il 1º gennaio 1990 hanno potuto partecipare al torneo.

## Città e Stadi
| Città     | Stadio                   | Posti |
| --------- | ------------------------ | ----- |
| Suwon     | Suwon Sports Complex     | 32000 |
| Seogwipo  | Jeju World Cup Stadium   | 42256 |
| Ulsan     | Ulsan Complex Stadium    | 19050 |
| Gwangyang | Gwang-Yang Stadium       | 14284 |
| Changwon  | Changwon Civil Stadium   | 37000 |
| Cheonan   | Cheonan Baekseok Stadium | 32000 |
| Goyang    | Goyang Stadium           | 41311 |
| Seul      | Seoul World Cup Stadium  | 68476 |

## Squadre
| Confederazione                                        | Torneo di Qualificazione                   | Qualificate                                             |
| ----------------------------------------------------- | ------------------------------------------ | ------------------------------------------------------- |
| AFC (Asia)                                            | AFC U-17 Championship 2006                 | Giappone Corea del Nord Tagikistan Siria                |
| CAF (Africa)                                          | 2007 African Under-17 Championship         | Ghana Nigeria Togo Tunisia                              |
| CONCACAF (America Centrale, Settentrionale e Caraibi) | 2007 CONCACAF U17 Tournament               | Haiti Honduras Costa Rica Stati Uniti Trinidad e Tobago |
| CONMEBOL (Sud America)                                | Sudamericano Sub-17 2007                   | Brasile Colombia Argentina Perù                         |
| OFC (Oceania)                                         | 2007 OFC Under 17 Tournament               | Nuova Zelanda                                           |
| UEFA (Europa)                                         | Campionato europeo di calcio Under-17 2007 | Belgio Inghilterra Francia Spagna Germania              |
| Nazione ospitante                                     | Nazione ospitante                          | Corea del Sud                                           |

## Fase a gironi
Le 24 squadre partecipanti sono suddivise in sei gironi di quattro squadre ciascuno. Si qualificano agli ottavi di finale le prime due classificate in ogni girone. più le quattro migliori terze.

### Gruppo A
| Squadra       | P.ti | G | V | P | S | GF | GS | DR |
| ------------- | ---- | - | - | - | - | -- | -- | -- |
| Perù          | 7    | 3 | 2 | 1 | 0 | 2  | 0  | +2 |
| Costa Rica    | 4    | 3 | 1 | 1 | 1 | 3  | 2  | +1 |
| Corea del Sud | 3    | 3 | 1 | 0 | 2 | 2  | 4  | -2 |
| Togo          | 2    | 3 | 0 | 2 | 1 | 2  | 3  | -1 |

| Arbitro: | Salvio Fagundes Filho |

|              |           |          |
| Martínez 81’ | Marcatori | 39’ Mani |

| Arbitro: | Ivan Bebek |

|  |           |             |
|  | Marcatori | 29’ Bazalar |

| Suwon 21 agosto 2007, ore 17:00 KST 08:00 UTC | Togo         | 0 – 0 referto | Perù | Suwon Sports Complex (1.300 spett.)\| Arbitro: \| Joel Aguilar \| |
| Arbitro:                                      | Joel Aguilar |               |      |                                                                   |

| Arbitro: | Grzegorz Gilewski |

|                         |           |  |
| Ureña 85’ Peralta 90+1’ | Marcatori |  |

| Arbitro: | Bertrand Layec |

|                                       |           |             |
| Seol Jae-Mun 45+1’ Yoon Bit-Garam 80’ | Marcatori | 20’ Atakora |

| Arbitro: | Eddy Maillet |

|             |           |  |
| Bazalar 89’ | Marcatori |  |

### Gruppo B
| Squadra        | P.ti | G | V | P | S | GF | GS | DR  |
| -------------- | ---- | - | - | - | - | -- | -- | --- |
| Inghilterra    | 7    | 3 | 2 | 1 | 0 | 8  | 2  | +6  |
| Brasile        | 6    | 3 | 2 | 0 | 1 | 14 | 3  | +11 |
| Corea del Nord | 4    | 3 | 1 | 1 | 1 | 3  | 7  | -4  |
| Nuova Zelanda  | 0    | 3 | 0 | 0 | 3 | 0  | 13 | -13 |

| Arbitro: | Eddy Maillet |

|                  |           |           |
| Rim Chol-Min 89’ | Marcatori | 62’ Moses |

| Arbitro: | Grzegorz Gilewski |

|                                                                                    |           |  |
| Fabinho 1’ Lazaro 6’ Giuliano 33’ Fabio 50’ Alex 54’ Lulinha 60’ (rig.) Junior 87’ | Marcatori |  |

| Arbitro: | Bertrand Layec |

|  |           |                                            |
|  | Marcatori | 3’, 27’ Welbeck 7’, 30’ Moses 88’ Chambers |

| Arbitro: | Ravshan Irmatov |

|                                                             |           |               |
| Fabio 4’ Alex 6’ Fabio 8’ Maicon 22’ Giuliano 47’ Choco 90’ | Marcatori | 24’ An Il-bom |

| Arbitro: | Olegário Benquerença |

|                  |           |  |
| Rim Chol Min 81’ | Marcatori |  |

| Arbitro: | Ivan Bebek |

|                         |           |           |
| Lansbury 45’ Spence 90’ | Marcatori | 19’ Tales |

### Gruppo C
| Squadra   | P.ti | G | V | P | S | GF | GS | DR |
| --------- | ---- | - | - | - | - | -- | -- | -- |
| Spagna    | 7    | 3 | 2 | 1 | 0 | 7  | 4  | +3 |
| Argentina | 5    | 3 | 1 | 2 | 0 | 5  | 2  | +3 |
| Siria     | 4    | 3 | 1 | 1 | 1 | 3  | 2  | +1 |
| Honduras  | 0    | 3 | 0 | 0 | 3 | 3  | 10 | -7 |

| Arbitro: | Matthew Breeze |

|                        |           |                              |
| Martinez 20’ Rojas 72’ | Marcatori | 2’, 71’ Bojan 56’, 81’ Jordi |

| Ulsan 19 agosto 2007, ore 19:00 KST 10:00 UTC | Argentina      | 0 – 0 referto | Siria | Ulsan Complex Stadium (8.100 spett.)\| Arbitro: \| Bertrand Layec \| |
| Arbitro:                                      | Bertrand Layec |               |       |                                                                      |

| Arbitro: | Craig Thomson |

|                     |           |                         |
| Solaiman 70’ (rig.) | Marcatori | 56’ Mérida 90+1’ Aquino |

| Arbitro: | Yūichi Nishimura |

|                                         |           |                    |
| Meza 45+1’ Mazzola 64’, 87’ Machuca 71’ | Marcatori | 35’ (rig.) Leverón |

| Arbitro: | Rakesh Varman |

|  |           |                          |
|  | Marcatori | 22’ Al Taiar 80’ Alsalih |

| Arbitro: | Ravshan Irmatov |

|            |           |             |
| Aquino 68’ | Marcatori | 32’ Benítez |

### Gruppo D
| Squadra  | P.ti | G | V | P | S | GF | GS | DR |
| -------- | ---- | - | - | - | - | -- | -- | -- |
| Nigeria  | 9    | 3 | 3 | 0 | 0 | 9  | 2  | +7 |
| Francia  | 4    | 3 | 1 | 1 | 1 | 4  | 4  | 0  |
| Giappone | 3    | 3 | 1 | 0 | 2 | 4  | 6  | -2 |
| Haiti    | 1    | 3 | 0 | 1 | 2 | 3  | 8  | -5 |

| Arbitro: | Craig Thomson |

|                            |           |            |
| Chrisantus 15’ Ibrahim 64’ | Marcatori | 51’ Saivet |

| Arbitro: | Rakesh Varman |

|                                     |           |                    |
| Okamoto 42’ Kawano 80’ Kakitani 84’ | Marcatori | 71’ Guemsly Junior |

| Arbitro: | Eddy Maillet |

|                        |           |               |
| Desrivieres 21’ (rig.) | Marcatori | 13’ Le Tallec |

| Arbitro: | Ivan Bebek |

|  |           |                               |
|  | Marcatori | 21’ Oseni 31’, 82’ Chrisantus |

| Arbitro: | Matthew Breeze |

|                                 |           |            |
| Chrisantus 5’ (60) Isa 39’, 41’ | Marcatori | 57’ Joseph |

| Arbitro: | Grzegorz Gilewski |

|                        |           |              |
| Mehama 68’ Riviere 70’ | Marcatori | 45’ Kakitani |

### Gruppo E
| Squadra     | P.ti | G | V | P | S | GF | GS | DR |
| ----------- | ---- | - | - | - | - | -- | -- | -- |
| Tunisia     | 9    | 3 | 3 | 0 | 0 | 8  | 3  | 5  |
| Stati Uniti | 3    | 3 | 1 | 0 | 2 | 6  | 7  | -1 |
| Tagikistan  | 3    | 3 | 1 | 0 | 2 | 4  | 5  | -1 |
| Belgio      | 3    | 3 | 1 | 0 | 2 | 3  | 6  | -3 |

| Arbitro: | Yūichi Nishimura |

|                    |           |                                                |
| Depauw 27’ Kis 36’ | Marcatori | 20’ Boughanmi 24’ Ayrai 42’, 79’ (rig.) Msakni |

| Arbitro: | Koman Coulibaly |

|                                                         |           |                                |
| Vasiev 32’ Shohzukhurov 43’ Davronov 82’ Fatkhuloev 86’ | Marcatori | 9’ Bates 48’ Garza 53’ Schuler |

| Arbitro: | Hernando Buitrago |

|                    |           |                                             |
| Jeffrey 90’ (rig.) | Marcatori | 8’ (rig.), 45+1’ (rig.) Hadhria 90+4’ Dkhil |

| Arbitro: | Rakesh Varman |

|  |           |               |
|  | Marcatori | 90+2’ Benteke |

| Arbitro: | Salvio Fagundes Filho |

|  |           |                    |
|  | Marcatori | 63’ Urso 71’ Bates |

| Arbitro: | Joel Aguilar |

|            |           |  |
| Msakni 83’ | Marcatori |  |

### Gruppo F
| Squadra           | P.ti | G | V | P | S | GF | GS | DR  |
| ----------------- | ---- | - | - | - | - | -- | -- | --- |
| Germania          | 7    | 3 | 2 | 1 | 0 | 11 | 5  | +6  |
| Ghana             | 6    | 3 | 2 | 0 | 1 | 8  | 5  | +3  |
| Colombia          | 4    | 3 | 1 | 1 | 1 | 9  | 5  | +4  |
| Trinidad e Tobago | 0    | 3 | 0 | 0 | 3 | 1  | 14 | -13 |

| Arbitro: | Olegário Benquerença |

|                                    |           |                                  |
| Julio 14’ Nazarith 66’, 88’ (rig.) | Marcatori | 34’, 49’ Dowidat 39’ Sukuta-Pasu |

| Arbitro: | Salvio Fagundes Filho |

|              |           |                                       |
| Campbell 80’ | Marcatori | 12’, 44’ Osei 45+1’ Adams 85’ Bossman |

| Arbitro: | Joel Aguilar |

|                    |           |                           |
| Osei 52’ Adams 53’ | Marcatori | 5’ Bigalke 12’, 27’ Kroos |

| Arbitro: | Koman Coulibaly |

|  |           |                                                   |
|  | Marcatori | 22’, 64’ Mosquera 60’ Trellez 68’ Pardo 72’ Serna |

| Arbitro: | Craig Thomson |

|              |           |                     |
| Nazarith 60’ | Marcatori | 32’ Osei 87’ Yartey |

| Arbitro: | Yūichi Nishimura |

|                                                     |           |  |
| Broghammer 5’ Esswein 30’, 37’ Funk 39’ Wolze 90+3’ | Marcatori |  |

### Terze classificate
| Squadra        | P.ti | G | V | P | S | GF | GS | DR |
| -------------- | ---- | - | - | - | - | -- | -- | -- |
| Colombia       | 4    | 3 | 1 | 1 | 1 | 9  | 5  | +4 |
| Siria          | 4    | 3 | 1 | 1 | 1 | 3  | 2  | +1 |
| Corea del Nord | 4    | 3 | 1 | 1 | 1 | 3  | 7  | -4 |
| Tagikistan     | 3    | 3 | 1 | 0 | 2 | 4  | 5  | -1 |
| Giappone       | 3    | 3 | 1 | 0 | 2 | 4  | 6  | -2 |
| Corea del Sud  | 3    | 3 | 1 | 0 | 2 | 2  | 4  | -2 |

## Fase ad eliminazione diretta
|  | Ottavi di finale      | Ottavi di finale        |                         |      | Quarti di finale          | Quarti di finale          |                    |                    | Semifinali | Semifinali |  |  | Finale | Finale |
|  |                       |                         |                         |      |                           |                           |                    |                    |            |            |  |  |        |        |
|  | 29 agosto - Ulsan     |                         |                         |      |                           |                           |                    |                    |            |            |  |  |        |        |
|  |                       |                         |                         |      |                           |                           |                    |                    |            |            |  |  |        |        |
|  | Spagna                | 3                       |                         |      |                           |                           |                    |                    |            |            |  |  |        |        |
|  | Spagna                | 3                       | 1º settembre - Seogwipo |      |                           |                           |                    |                    |            |            |  |  |        |        |
|  | Corea del Nord        | 0                       |                         |      |                           |                           |                    |                    |            |            |  |  |        |        |
|  | Corea del Nord        | 0                       | Spagna (d.c.r.)         | 1(5) |                           |                           |                    |                    |            |            |  |  |        |        |
|  | 29 agosto - Changwon  |                         | Spagna (d.c.r.)         | 1(5) |                           |                           |                    |                    |            |            |  |  |        |        |
|  |                       | Francia                 | 1(4)                    |      |                           |                           |                    |                    |            |            |  |  |        |        |
|  | Tunisia               | Francia                 | 1(4)                    | 1    |                           |                           |                    |                    |            |            |  |  |        |        |
|  | Tunisia               |                         | 5 settembre - Ulsan     | 1    |                           |                           |                    |                    |            |            |  |  |        |        |
|  | Francia (d.t.s.)      | 3                       |                         |      |                           |                           |                    |                    |            |            |  |  |        |        |
|  | Francia (d.t.s.)      | 3                       | Spagna (d.t.s.)         | 2    |                           |                           |                    |                    |            |            |  |  |        |        |
|  | 29 agosto - Suwon     |                         | Spagna (d.t.s.)         | 2    |                           |                           |                    |                    |            |            |  |  |        |        |
|  |                       | Ghana                   | 1                       |      |                           |                           |                    |                    |            |            |  |  |        |        |
|  | Perù (d.c.r.)         | Ghana                   | 1                       | 1(5) |                           |                           |                    |                    |            |            |  |  |        |        |
|  | Perù (d.c.r.)         | 1º settembre - Changwon |                         | 1(5) |                           |                           |                    |                    |            |            |  |  |        |        |
|  | Tagikistan            | 1(4)                    |                         |      |                           |                           |                    |                    |            |            |  |  |        |        |
|  | Tagikistan            | 1(4)                    | Perù                    | 0    |                           |                           |                    |                    |            |            |  |  |        |        |
|  | 29 agosto - Gwangyang |                         | Perù                    | 0    |                           |                           |                    |                    |            |            |  |  |        |        |
|  |                       | Ghana                   | 2                       |      |                           |                           |                    |                    |            |            |  |  |        |        |
|  | Ghana                 | Ghana                   | 2                       | 1    |                           |                           |                    |                    |            |            |  |  |        |        |
|  | Ghana                 |                         | 9 settembre - Seul      | 1    |                           |                           |                    |                    |            |            |  |  |        |        |
|  | Brasile               | 0                       |                         |      |                           |                           |                    |                    |            |            |  |  |        |        |
|  | Brasile               | 0                       | Spagna                  | 0(0) |                           |                           |                    |                    |            |            |  |  |        |        |
|  | 30 agosto - Goyang    |                         | Spagna                  | 0(0) |                           |                           |                    |                    |            |            |  |  |        |        |
|  |                       | Nigeria (d.c.r.)        | 0(3)                    |      |                           |                           |                    |                    |            |            |  |  |        |        |
|  | Argentina             | Nigeria (d.c.r.)        | 0(3)                    | 2    |                           |                           |                    |                    |            |            |  |  |        |        |
|  | Argentina             | 2 settembre - Cheonan   |                         | 2    |                           |                           |                    |                    |            |            |  |  |        |        |
|  | Costa Rica            | 0                       |                         |      |                           |                           |                    |                    |            |            |  |  |        |        |
|  | Costa Rica            | 0                       | Argentina               | 0    |                           |                           |                    |                    |            |            |  |  |        |        |
|  | 30 agosto - Gwangyang |                         | Argentina               | 0    |                           |                           |                    |                    |            |            |  |  |        |        |
|  |                       | Nigeria                 | 2                       |      |                           |                           |                    |                    |            |            |  |  |        |        |
|  | Nigeria               | Nigeria                 | 2                       | 2    |                           |                           |                    |                    |            |            |  |  |        |        |
|  | Nigeria               |                         | 6 settembre - Suwon     | 2    |                           |                           |                    |                    |            |            |  |  |        |        |
|  | Colombia              | 1                       |                         |      |                           |                           |                    |                    |            |            |  |  |        |        |
|  | Colombia              | 1                       | Nigeria                 | 3    |                           |                           |                    |                    |            |            |  |  |        |        |
|  | 30 agosto - Seogwipo  |                         | Nigeria                 | 3    |                           |                           |                    |                    |            |            |  |  |        |        |
|  |                       | Germania                | 1                       |      | Finale per il terzo posto | Finale per il terzo posto |                    |                    |            |            |  |  |        |        |
|  | Inghilterra           | Germania                | 1                       | 3    | Finale per il terzo posto | Finale per il terzo posto |                    |                    |            |            |  |  |        |        |
|  | Inghilterra           | 2 settembre - Goyang    | 2 settembre - Goyang    | 3    |                           |                           | 9 settembre - Seul | 9 settembre - Seul |            |            |  |  |        |        |
|  | Siria                 | 2 settembre - Goyang    | 2 settembre - Goyang    | 1    |                           |                           | 9 settembre - Seul | 9 settembre - Seul |            |            |  |  |        |        |
|  | Siria                 | Inghilterra             | 1                       | 1    | Ghana                     | 1                         |                    |                    |            |            |  |  |        |        |
|  | 30 agosto - Cheonan   | Inghilterra             | 1                       |      | Ghana                     | 1                         |                    |                    |            |            |  |  |        |        |
|  |                       | Germania                | 4                       |      | Germania                  | 2                         |                    |                    |            |            |  |  |        |        |
|  | Germania              | Germania                | 4                       | 2    | Germania                  | 2                         |                    |                    |            |            |  |  |        |        |
|  | Germania              |                         |                         | 2    |                           |                           |                    |                    |            |            |  |  |        |        |
|  | Stati Uniti           | 1                       |                         |      |                           |                           |                    |                    |            |            |  |  |        |        |
|  | Stati Uniti           | 1                       |                         |      |                           |                           |                    |                    |            |            |  |  |        |        |

### Ottavi di finale
| Arbitro: | Salvio Fagundes Filho |

|                         |           |  |
| Bojan 28’, 50’ Iago 67’ | Marcatori |  |

| Arbitro: | Ravshan Irmatov |

|             |           |                                |
| Hadhria 49’ | Marcatori | 43’ Saivet 99’, 105’ Le Tallec |

| Arbitro: | Matthew Breeze |

|                                    |                      |                                                   |
| Manco 13’                          | Marcatori            | 15’ Davronov                                      |
| Trujillo Calderón Ruiz Manco Avila | Tiri di rigore 5 – 4 | Vasiev Radzhabov Abdulloev Fatkhuloev Tukhtasunov |

| Arbitro: | Grzegorz Gilewski |

|            |           |  |
| Donkor 51’ | Marcatori |  |

| Arbitro: | Olegário Benquerença |

|                |           |  |
| Sauro 25’, 41’ | Marcatori |  |

| Arbitro: | Ivan Bebek |

|                  |           |             |
| Isa 78’ Alfa 83’ | Marcatori | 62’ Trellez |

| Arbitro: | Hernando Buitrago |

|                                             |           |           |
| Lansbury 17’ (rig.) Pearce 45+2’ Murphy 62’ | Marcatori | 51’ Ajouz |

| Arbitro: | Craig Thomson |

|                      |           |             |
| Sukuta-Pasu 65’, 89’ | Marcatori | 90+2’ Bates |

### Quarti di finale
| Arbitro: | Joel Aguilar |

|                                  |                      |                                          |
| Jordi 72’                        | Marcatori            | 52’ Le Tallec                            |
| Nacho Sergio Bojan Mérida Aquino | Tiri di rigore 5 – 4 | Sakho Le Tallec Bourgeois M'Vila N'Diaye |

| Arbitro: | Yūichi Nishimura |

|  |           |                      |
|  | Marcatori | 45+1’ Adams 53’ Osei |

| Arbitro: | Matthew Breeze |

|  |           |                                    |
|  | Marcatori | 33’ (rig.) Haruna 45+2’ Chrisantus |

| Arbitro: | Salvio Fagundes Filho |

|            |           |                                                |
| Murphy 65’ | Marcatori | 50’ Rudy 56’ Sukuta-Pasu 74’ Dowidat 87’ Kroos |

### Semifinali
| Arbitro: | Salvio Fagundes Filho |

|                       |           |           |
| Aquino 67’ Bojan 116’ | Marcatori | 80’ Adams |

| Arbitro: | Joel Aguilar |

|                                        |           |           |
| Chrisantus 10’ Alfa 18’ Akinsola 90+4’ | Marcatori | 33’ Kroos |

### Finale terzo-quarto posto
| Arbitro: | Olegário Benquerença |

|          |           |                         |
| Osei 67’ | Marcatori | 17’ Kroos 90+2’ Esswein |

### Finale
| Arbitro: | Yūichi Nishimura |

| |                      | |
| Illarramendi Mérida Iago | Tiri di rigore 0 – 3 | Edile Joshua Oseni |
| · de Gea · Morgado · (106' Illarramendi) · Rochela · Nacho · (67' Bolaños) · Camacho (C) · Mérida 120’ · López · Porcar 61’ · (81' González) · Iago Falqué · Rodríguez · Aquino | Formazioni           | · Ajiboye · Oseni · Udoh (C) · Joshua · Osanga · (73' Akinsola) · Chrisantus · Ibrahim · Edile · Alfa · (96' Abdulkarim 118’) · Ibrahim · Rafeal 43’ · (46' Isa) |
| Santisteban | Allenatori           | Tella |

## Cannonieri
7 reti
- Macauley Chrisantus

6 reti
- Ransford Osei

5 reti
- Toni Kroos
- Bojan Krkić

4 reti
- Damien Le Tallec
- Richard Sukuta-Pasu
- Saddick Adams

3 reti
- Fabio
- Cristian Nazarith
- Victor Moses
- Dennis Dowidat
- Alexander Esswein
- Sheriff Isa
- Daniel Aquino
- Jordi
- Nour Hadhria
- Youseff Msakni
- Mykell Bates

2 reti
- Nicolás Mazzola
- Gastón Sauro
- Giuliano
- Alex
- Andres Felipe Mosquera
- Santiago Trellez
- Henri Lansbury
- Rhys Murphy
- Danny Welbeck
- Henri Saivet
- Yōichirō Kakitani
- Yakubu Alfa
- Rim Chol-Min
- Carlos Bazalar
- Nuriddin Davronov

1 rete
- Carlos Benitez
- Alexis Machuca
- Fernando Meza
- Christian Benteke
- Nill Depauw
- Kevin Kis
- Fabinho
- Choco
- Lázaro
- Lulinha
- Junior
- Maicon
- Tales
- Miguel Julio
- Edgar Pardo
- Ricardo Serna
- Josué Martínez
- Marco Ureña
- Jessy Peralta
- Ashley Chambers
- Jordan Spence
- Krystian Pearce
- Said Mehamha
- Emmanuel Riviere
- Sascha Bigalke
- Fabian Broghammer
- Patrick Funk
- Kevin Wolze
- Sebastian Rudy
- Kelvin Bossman
- Ishamel Yartey
- Issac Donkor
- Peterson Desrivieres
- Joseph Guemsly Junior
- Peterson Joseph
- Johnny Leverón
- Cristian Martínez
- Roger Rojas
- Tomotaka Okamoto
- Hiroki Kawano

1 rete
- An Il-bom
- Seol Jae-Mun
- Yoon Bitgaram
- Kabiru Akinsola
- Rabiu Ibrahim
- Ganiyu Oseni
- Lukman Haruna
- Reimond Manco
- Fran Mérida
- Iago
- Ahmad Alsalih
- Haani Al Taiar
- Solaiman Solaiman
- Ziad Ajouz
- Farkhod Vasiev
- Samad Shohzukhurov
- Fatkhullo Fatkhuloev
- Lalawélé Atakora
- Sapol Mani
- Stephan Campbell
- Khaled Ayari
- Oussama Boughanmi
- Rafik Dkhil
- Greg Garza
- Jared Jeffrey
- Billy Schuler
- Kirk Urso